# Zsolt Kontra
Zsolt Kontra, madžarski rokometaš, * 23. avgust 1955, Sopron.
Leta 1976 je na poletnih olimpijskih igrah v Montrealu v sestavi madžarske rokometne reprezentance osvojil šesto mesto.
Čez štiri leta je z reprezentanco osvojil 4. mesto.